# Thore Ehrling-stipendiet
Thore Ehrling-stipendiet delas sedan 1989 varje år ut av Thore Ehrlings minnesfond. Fonden förvaltas av bland annat Musikerförbundet, Ifpi, SKAP, Musikförläggarna, Stim och Folkets hus och parker. Stipendiet består (2022) av 40 000 kronor samt en tavla av Jonas Fréden föreställande Thore Ehrling.

## Stipendiater
- 1989 – Arne Domnérus
- 1990 – Bengt Hallberg
- 1991 – Mats Olsson
- 1992 – Putte Wickman
- 1993 – Bengt-Arne Wallin
- 1994 – Jan Allan
- 1995 – Gunnar Svensson
- 1996 – Anders Berglund
- 1997 – Georg Riedel
- 1998 – Rune Gustafsson
- 1999 – Weine Renliden
- 2000 – Monica Zetterlund
- 2001 – Alice Babs Sjöblom
- 2002 – Nils Landgren
- 2003 – Charlie Norman
- 2004 – Louise Hoffsten
- 2005 – Benny Andersson  & Helen Sjöholm
- 2006 – Tommy Körberg
- 2007 – Björn Skifs
- 2008 –  Nils Lindberg
- 2009 – Sven-Bertil Taube
- 2010 – Jan Lundgren
- 2011 – Rigmor Gustafsson
- 2012 – Svante Thuresson.
- 2013 – Hans Ek
- 2014 – Jenny Wilson
- 2015 – Magnus Lindgren
- 2016 – Gunhild Carling
- 2017 – Leif Kronlund
- 2018 – Peter Nordahl
- 2019 – Ann Sofi Söderqvist
- 2021 – Claes Janson[3]
- 2022 – Viktoria Tolstoy[4]